# 문딜파리
문딜파리(고대 노르드어: Mundilfari)는 북유럽 신화에서 태양의 여신 솔과 달의 신 마니의 아버지이다. 문딜파리는 《고 에다》 중 〈바프스루드니르가 말하기를〉 제23절과 《신 에다》 중 〈길피의 속임수〉 제11장에 언급된다. 토성의 위성 문딜파리는 이 문딜파리 신의 이름을 붙인 것이다.

## 같이 보기
- 히페리온 (신화)